# 布袋和尚 (1997年電視劇)
《布袋和尚》，1997年中國電視公司八點檔連續劇，林福地、蘇沅峰導演，王明台、蔡燦得主演，1997年9月11日首播。

## 播出時間
| 頻道 | 所在地 | 播出日期      | 播出時間    |
| ---- | ------ | ------------- | ----------- |
| 中視 | 臺灣   | 1997年9月11日 | 20:00~21:00 |

## 單元列表

### 第一單元
| 播出集數    | 單元 | 演員-角色 | 參考資料 |
| 第1集-第7集 | 1    | 王明台 - 布袋和尚 蔡燦得 - 一心 楊貴媚 - 顧秋蓉 張世 - 顧少遊(一清) 周筱雲 - 王月兒 蔡佳宏 - 琴兒 趙擎 - 李淮生 李昆 - 顧正 洪流 - 弘覺 田豐 - 弘德 康丁 - 福州師 花珮嵐 - 花三姨 王玨 - 王員外 丁也恬 - 王夫人 張寶善 - 三師兄 李波 - 杜師爺 戎祥 - 國師 別霖 - 慧慈 邱夏欣 - 春梅 王傑 - 藍田玉 曹華興 - 金城寶 趙自強 - 歡喜和尚 司馬玉嬌 - 歡喜娘子 王世官 - 黃參軍 李子英 - 王掌櫃 李敏郎 - 阿龍 小明哥 - 阿虎 嚴興國 - 阿豹 闞水源 - 老和尚 雷峰 - 漁夫 |          |

### 第二單元
| 播出集數     | 單元 | 演員-角色 | 參考資料 |
| 第8集-第13集 | 2    | 王明台 - 布袋和尚 蔡燦得 - 一心 康丁 - 福州師 張世 - 顧少遊(一清) 蔡佳宏 - 琴兒 王中皇 - 招進財 曾亞君 - 李阿嬌 張魁 - 玄門道長 李國超 - 虛玄 蘇霈 - 如意 阿匹婆 - 阿德母 笨才 - 阿德 司馬玉嬌 - 玉珠 戎祥 - 國師 別霖 - 慧慈 許文馨 - 小翠 張雅淳 - 招金銀 常江勇 - 縣官 李子英 - 王員外 林冠宇 - 寶寶 李敏郎 - 阿龍 小明哥 - 阿虎 陳慧樓 - 靈光上人 張國棟 - 靈門道長 周衍 - 村民 |          |

### 第三單元
| 播出集數      | 單元 | 演員-角色 | 參考資料 |
| 第14集-第18集 | 3    | 王明台 - 布袋和尚 蔡燦得 - 一心 張世 - 顧少遊(一清) 孟飛 - 皇帝 龔慈恩 - 白如玉 謝屏楠 - 童冠武 沈嶸 - 月秋兒 趙舜 - 劉吉 白怡昕 - 阿武 梁碧蘭 - 鄭氏 胡翔評 - 白珀士 小黑 - 牛販 四方 - 村民、衙役 王德志 - 相士 尚智 - 郎中 吳炎棟 - 老闆 | [ 4 ]    |

### 第四單元
| 播出集數      | 單元 | 演員-角色 | 參考資料 |
| 第19集-第27集 | 4    | 王明台 - 布袋和尚 蔡燦得 - 一心 張世 - 顧少遊(一清) 康丁 - 福州師 鄒琳琳 - 古蓮華 崔佩儀 - 趙文秀 李承泰 - 王荊蓀 李秉樺 - 司徒先生 岳庭 - 秋月 洪流 - 弘覺 戎祥 - 國師 別霖 - 慧慈 高振鵬 - 杜縣令 王德志 - 金師爺 周紹棟 - 王世充 宋培 - 趙福 佳佳 - 婉君 恬娃 - 朱妻 謝自生 - 朱大豐 江青霞 - 方媽媽 李影 - 老夫 唐如韞 - 老婦 謝一德 - 吳水坤 李華絲 - 產婦 梁燕民 - 大夫 王素琴 - 乞女 吳世陽 - 阿壽 張復興 - 客人 周衍 - 獄卒 四方 - 難民、衙役 李飛 - 衙役 |          |

### 第五單元
| 播出集數      | 單元 | 演員-角色 | 參考資料 |
| 第28集-第35集 | 5    | 王明台 - 布袋和尚 蔡燦得 - 一心 張世 - 顧少遊(一清) 康丁 - 福州師 王耿豪 - 凌耿民 田麗 - 白湘蓮 謝屏楠 - 羅鋒(曇雲) 李興文 - 馬義 韓妮 - 杜小蝶 陳怡真 - 春紅 陳怡筠 - 夏綠 黃關雄 - 定明 尤國棟 - 林春山 羅月亭 - 蔡老爹 彗星 - 秀秀 闞水源 - 了悟 蔣沅 - 小蝶母 賈若愚 - 王乙 李秋香 - 秦氏 鄔汝彬 - 官差 王世官 - 官差 四方 - 村民 李飛 - 村民 |          |

### 第六單元
| 播出集數      | 單元 | 演員-角色 | 參考資料 |
| 第36集-第45集 | 6    | 王明台 - 布袋和尚 蔡燦得 - 一心 康丁 - 福州師 陳俊生 - 王俊男 李蕙瑛 - 劉惠英 談學斌 - 陳世昌 梅芳 - 林氏 王琦 - 王秀卿 章永華 - 王師爺 阿匹婆 - 三嬸 莊麗 - 蔡二嬸 雷峰 - 彭天雄 劉文雄 - 張文宗 白明華 - 阿西母 柳丁 - 阿西 林義雄 - 劉父 翁順興 - 黑三 簡家伶 - 寶雀 沈瑞騰 - 劉英傑 許立坤 - 阿昆 孫小明 - 歹徒 四方 - 衙役 李飛 - 衙役 張復興 - 衙役 |          |

## 外部連結
- YouTube上的布袋和尚播放列表

## 作品的變遷
| 臺灣 中視 每週一至週五 20:00 - 21:00       | 臺灣 中視 每週一至週五 20:00 - 21:00        | 臺灣 中視 每週一至週五 20:00 - 21:00 |
| ------------------------------------------ | ------------------------------------------- | ------------------------------------ |
|                                            | 布袋和尚 （1997年9月11日 - 1997年11月17日） |                                      |
| 危險關係 （1997年8月13日 - 1997年9月10日） | 大姐當家 （1997年11月18日-1998年3月24日）   |                                      |